# 民事清单
民事清单（Civil List）原指英国用于君主的开支，现多指由政府支付报酬的名单，通常用于表彰其对国家的服务或作为荣誉养老金，尤见于英国及其前殖民地和自治领。丹麦也为其王室保留了类似的民事清单。

## 英国
2011年之前，英国的民事清单都是年度拨款，用于支付员工工资、国事访问、公共活动、礼仪活动和王室家庭维持等君主用于履行公务的一些费用。王室的交通、安保、财产维护和其他杂费由政府各部门单独拨款。 2011年的《君主拨款法案》废除了民事清单。

### 历史
1688 年光荣革命后，用于保障王室的相关费用基本与财政部门管理的国家日常开支区分开。
1697 年，威廉三世的议会将王室和平时期收入定为每年 120 万英镑；其中约 70 万英镑拨给民事清单。  王室用这笔钱来支付部分政府运营成本（如公务员、法官和大使的工资）、养老金、王室成员和君主的个人开支等。“民事清单”一词由此而来，以区别于通过特别税收资助的军事和海军开支报表。
1830 年威廉四世即位，通过的民事清单仅限于王室开支，解除了与民政府费用相关的一切责任，完全消除了当权者和民政府支出之间的任何联系。维多利亚女王即位后，通过了1837 年《民事清单法案》，该法案重申了民事清单制度的原则，并确认此前所有法案均有效。这一宪法安排一直持续至伊丽莎白二世女王继位，尽管这笔拨款已经与政府开支毫无关系，但历史术语“民事清单”仍然保留了下来。
1931 年，由于英国大萧条的影响，乔治五世决定放弃民事清单中的5万英镑。王室司库弗雷德里克·庞森比爵士致信首相拉姆齐·麦克唐纳，称国王认为可以通过“采取最严格的节约措施”，拒绝接受这笔拨款，而玛丽女王和其他王室成员“希望在国家危机时期减少这些拨款”。 

### 伊丽莎白二世
伊丽莎白二世是最后一位领取“民事清单”的英国君主，自其1952年继位至2012年废除“民事清单”。在此期间，女王作为国家元首，通过民事清单来支付王室的部分官方开支。
只有女王、爱丁堡公爵和王太后曾直接从民事清单获得过资助。当时的威尔士亲王及其直系亲属（康沃尔公爵夫人、剑桥公爵、剑桥公爵夫人以及哈里王子）的收入来自康沃尔公国。女王将议会年金全额返还给国库，用于支付其他王室成员的公职和随员费用女王的配偶（爱丁堡公爵菲利普亲王）每年可获得35.9万英镑。
最后二十年间，民事清单出现了盈余和赤字。1991-2000 年由于通胀较低，以及女王及其随员努力提高效率，民事清单出现盈余，到 2000 年底，储备金已达到 3530 万英镑。因此，2001 年起民事清单固定为每年 790 万英镑，与 1991 年的数额相同，直至废除。这笔储备金在接下来的十年里被用来弥补王室的赤字。1972 年《民事清单法案》规定财政部每十年审查一次支付额度，但只能增加不能减少。
2010 年 10 月 20 日，财政大臣乔治·奥斯本在向下议院提交的支出审查声明中提出废除民事清单，作为补偿，“王室将获得一笔与王室地产部分收入挂钩的新的君主拨款”。王室地产是一个法定公营机构，由英国王室地产专员以商业方式运营，每年为英国财政部创造收入（截至 2010 年 3 月 31 日的年度收入盈余为 2.107 亿英镑）。根据1760年达成的协议，这笔收入由王室上交国家，该协议在之后每次王位交替时更新。2011年《君主拨款法案》于 2011 年 10 月 18 日获得御准。根据这项法案，君主拨款现在用于王室所有官方支出，而不仅限于原民事清单承担的支出。

### 民事清单养老金
部分养老金传统上由君主根据财政大臣的建议从民事清单中拨付。1837 年《民事清单法案》规定，任何新的养老金“只应授予那些有权获得王室恩惠的人，或那些为王室提供个人服务、履行对公众的职责、在科学上的发现以及在文学艺术上的成就，进而获得君主恩惠和国家感激的人。” 著名的获奖者包括威廉·华兹华斯 、威廉·巴恩斯、杰拉尔丁·朱斯伯里 、玛格丽特·奥利芬特 、克里斯托弗·洛格和莫莉·帕金 。 （人们常说拜伦勋爵领取的是民事清单养老金，但实际领取者是他的母亲。 ）从 1911 年起，除了已经生效的养老金外，每年还会从民事清单中额外拨付 1200 英镑。根据 1908 年发布的一份回报，当年应付的民事清单养老金总额为 2万4665 英镑。在 2012-2013 财年， 支付53 人的民事清单养老金年度成本为 12万6293 英镑。 新的民事清单养老金仍会不时发放。 

## 加拿大
在加拿大，“民事清单”是联邦成立前的一个常用术语，指的是政府工资单上所有官员的工资。关于该清单由总督还是立法议会控制存在很大争议。议会要求控制全部财务事务，而总督们担心议会会用这一权力撤销某些职位。最终鲍德温-拉方丹政府与埃尔金勋爵达成了妥协。
加拿大公务员的薪资已包含在行政机构预算中，“民事清单”一词已不再广泛使用。

## 印度
印度公务员制度中，公务员以个人身份从“民事清单”中领取薪酬。高级公务员可能会接受议会审查。印度的公务员制度基于等级而非职位。 

## 摩洛哥
2011 年修订的摩洛哥宪法第45条规定，国王应有一份民事清单。 1996 年修订的摩洛哥宪法第 22 条也有类似规定。 

## 新西兰
1852年，英国议会颁布《新西兰宪法法案》，赋予新西兰殖民地自治权，并为向君主支付款项作出规定。在接下来的一百年里，各种民事清单被通过、废除和替换，这些法案规定议会为总督、总理、内阁部长、议会议员和司法部门永久提供拨款。 1950 年《民事清单法案》规定，国会议员的薪金和津贴将根据王室委员会的建议通过枢密令确定，而此前这些薪金和津贴是通过立法间歇性地确定的，该法案还将“内阁大臣必须是国会议员”的惯例纳入法典。 1964年对该法案进行了修订，规定为前总理和前总理遗孀提供年金。
1979 年《民事清单法案》继承了 1950 年法案，是最后一部《民事清单法案》。该法案设立了高等薪资委员会（现薪酬管理局），这是一个独立的公职人员薪酬制定机构，负责制定法官等公职人员的工资。 1977 年，单独的《高等薪资委员会法案》将委员会从《民事清单法案》中分离出来。该法案的某些部分被纳入1986 年《宪法法案》。 2007 年至 2010 年，新西兰法律委员会对 1979 年《民事清单法案》进行了审查，最终该法案分两个阶段被废除。  有关总督的条款已被2010年《总督法案》废除并取代，其余条款已被2013 年《国会议员（薪酬和服务）法案》废除并取代。

## 新加坡
《民事清单和酬金法》 规定了新加坡总统的维持费用和退休金。